# Kindheit und Entwicklung
Kindheit und Entwicklung ist eine deutsche Fachzeitschrift für Klinische Kinderpsychologie, Kinder- und Jugendpsychiatrie sowie Pädiatrie.

## Inhalte
Im Mittelpunkt stehen die Themenbereiche Entwicklungspsychopathologie, Kinderverhaltenstherapie und Verhaltensmedizin.
Schwerpunktthemen waren u. a. Posttraumatische Belastungsstörung, Psychopathy, Selbstverletzendes Verhalten, Aggression sowie Autismus-Spektrum-Störungen.

## Erscheinen
Seit 1992 erscheint die Zeitschrift Kindheit und Entwicklung vierteljährlich und gehört seit 1995 zum Hogrefe Verlag.
Herausgeberin und Schriftleiterin der Kindheit und Entwicklung ist die Bremer Universitätsprofessorin Ulrike Petermann zusammen mit den Herausgebern Franz Petermann, Ulrich Stephani und Martin H. Schmidt. Die Kindheit und Entwicklung ist in den internationalen Indices Social Science Citation Index (SSCI), ISI Alerting Services, Current Contents/Social & Behavioral Sciences, FIS Bildung PsycINFO, Social Research, PsycLit, Scopus, PsyJOURNALS, PSYNDEX, IBR, IBZ und Europ. Reference List for the Humanities (ERIH) gelistet. Der Impact-Faktor (IF) der Kindheit und Entwicklung ist bei ISI Web Of Knowledge in den Journal Citation Reports für Social Sciences 2011 weltweit auf Platz 24 gelistet (Stand 29. Juni 2012).